# We Wish You the Merriest
We Wish You the Merriest es el segundo álbum colaborativo de los actores y cantantes estadounidenses Seth MacFarlane y Elizabeth Gillies. El álbum fue lanzado el 3 de noviembre de 2023, a través de Republic Records y Verve Records. Es el octavo álbum de estudio de MacFarlane y el segundo álbum navideño, además del álbum debut de Gillies.
El álbum marca la segunda colaboración entre MacFarlane y Gillies después de su extended play (EP), Songs from Home (2021). MacFarlane se reunió con su colaborador habitual Joel McNeely para producir el álbum. El álbum fue precedido por el lanzamiento de dos sencillos: la canción principal y "Sleigh Ride".

## Antecedentes
El 28 de septiembre de 2023, se anunció que MacFarlane colaboraría con Elizabeth Gillies en un álbum navideño. El álbum marcó una segunda colaboración, después de su EP de 2021, Songs from Home. Gillies dijo: "Después de colaborar durante casi una década, me emocioné mucho cuando Seth vino a mí con la idea de grabar un disco navideño. Nuestro primer disco oficial. No conozco a nadie que posea un conocimiento y una apreciación más profundos de esta era de la música que Seth". El propio MacFarlane también habló sobre la colaboración diciendo: "Liz y yo hemos estado cantando juntos durante varios años, entre grabaciones de estudio y viajes por el país tocando en vivo con algunas de nuestras orquestas sinfónicas favoritas. Ambos somos fanáticos de los álbumes de duetos clásicos de Bing Crosby-Rosemary Clooney y sus exquisitas y expresivas orquestaciones que contrastan con un estilo vocal divertido e informal. Hemos hecho todo lo posible para honrar esa tradición con nuestro nuevo álbum navideño y esperamos que agregue un encanto adicional a su temporada navideña".
MacFarlane se reunió nuevamente con Andrew Cottee, después de trabajar previamente en Once in a While (2019) y Blue Skies (2022). Grabó el álbum en Abbey Road Studios, su séptima vez en el estudio de grabación.

## Sencillos
El primer sencillo del álbum, "We Wish You the Merriest", fue lanzado el 28 de septiembre de 2023. El segundo y último sencillo del álbum, "Sleigh Ride", fue lanzado el 19 de octubre de 2023.

## Rendimiento comercial
We Wish You the Merriest debutó en el puesto número 20 en las listas de álbumes de jazz de Billboard de EE. UU. y en el puesto número 47 en las listas de los mejores álbumes navideños con 1000 unidades equivalentes a álbumes.

## Lista de canciones
Toda la musica fue arreglada y dirigida por Andrew Cottee.

| We Wish You the Merriest track listing |                                          |             |          |  |
| N.º                                    | Título                                   | Producer(s) | Duración |  |
| 1.                                     | «Happy Holiday»                          |             | 2:39     |  |
| 2.                                     | «Frosty the Snowman»                     |             | 2:41     |  |
| 3.                                     | «Here Comes Santa Claus»                 |             | 2:28     |  |
| 4.                                     | «Sleigh Ride»                            |             | 3:18     |  |
| 5.                                     | «The Christmas Song»                     |             | 4:06     |  |
| 6.                                     | «Rudolph the Red-Nosed Reindeer»         |             | 2:24     |  |
| 7.                                     | «That Holiday Feeling»                   |             | 2:36     |  |
| 8.                                     | «Winter Wonderland»                      |             | 3:32     |  |
| 9.                                     | «Have Yourself a Merry Little Christmas» |             | 4:54     |  |
| 10.                                    | «Santa Claus Is Comin' to Town»          |             | 3:09     |  |
| 11.                                    | «Christmas Time All Over the World»      |             | 2:40     |  |
| 12.                                    | «A Holly Jolly Christmas»                |             | 2:28     |  |
| 13.                                    | «We Wish You the Merriest»               |             | 2:26     |  |
| 39:13                                  |                                          |             |          |  |

## Charts
| Chart (2023)                        | Peak position |
| ----------------------------------- | ------------- |
| Estados Unidos (Top Jazz Albums)    | 20            |
| Estados Unidos (Top Holiday Albums) | 47            |

## Historial de Lanzamiento
| Región | Fecha                  | Formato(s)                          | Discográfica                            | Ref.  |
| ------ | ---------------------- | ----------------------------------- | --------------------------------------- | ----- |
| Varios | 3 de noviembre de 2023 | Descarga digital, streaming, CD, LP | Republic, Verve, Fuzzy Door Productions | [ 9 ] |